# Bâillement

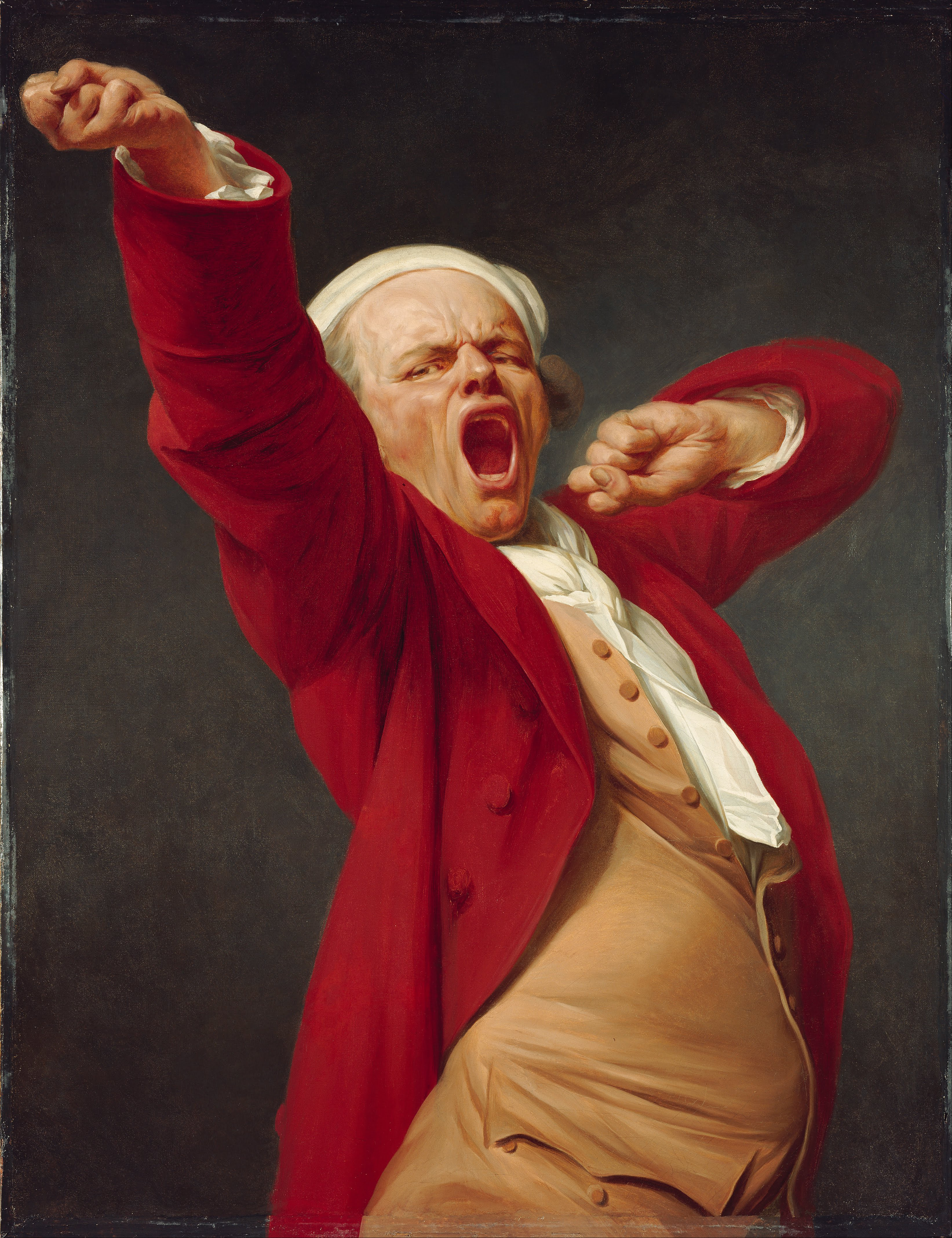
Autoportrait par Joseph Ducreux (v. 1783).

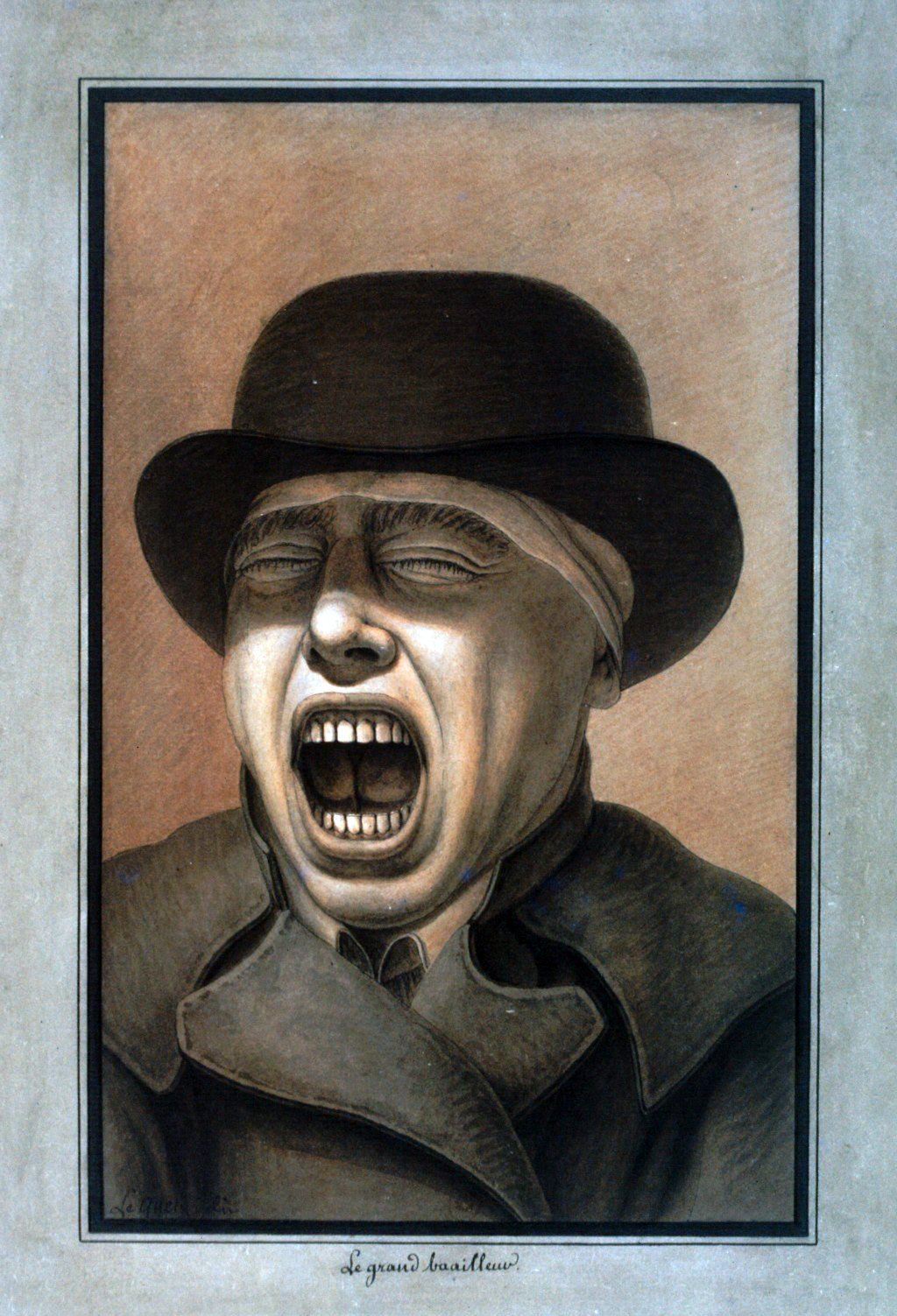
Bâilleur par Lequeu.

Le bâillement est une contraction intense de certains muscles du visage et du diaphragme entraînant une inhalation profonde d'air par l'ouverture de la bouche, suivie d'une courte, mais profonde et rapide, expiration. C'est un comportement physiologique et « réflexe » banal qui existe dès le stade fœtal chez de nombreux animaux, y compris les poissons. Il est donc phylogénétiquement ancien. Stéréotypé, il est néanmoins modulable et associé chez les humains comme chez d'autres espèces animales à des étirements musculaires (pandiculation).
On l’associe souvent à la fatigue (au besoin de sommeil), à la faim, à la sexualité, au bien-être et, surtout, à l’ennui.[réf. nécessaire]
Il est présent chez tous les vertébrés[source insuffisante], ce qui inclut notamment les mammifères (il est moins fréquent chez les herbivores que chez les carnivores), les reptiles, les poissons et les oiseaux.

## Dans l'histoire des sciences
Ce phénomène physiologique est décrit dès l'Antiquité, par exemple par Hippocrate, qui pensait, dans son Traité des vents, que le bâillement permettait l'évacuation de la fièvre, comme une cheminée évacue la fumée.
D'autres médecins romains faisaient un lien entre une mortalité infantile élevée et le fait que les bébés bâillaient beaucoup (idée du bâillement mortel et contagieux).
Les hindous pensaient que, lors du bâillement, des esprits pénétraient dans le corps par la bouche.
Certaines religions y voient l’entrée du diable dans le corps ou, selon d’autres interprétations, que le diable se moque des hommes au moment du bâillement, d’où la coutume assez universelle[pas clair] de mettre la main devant sa bouche lorsque l’on bâille.
Oublié après les publications de Jean-Martin Charcot, la médecine du XXe siècle n’y a pas attaché beaucoup d’intérêt jusqu’aux années 1980, marquées par les progrès de la neurophysiologie et de la neuropharmacologie qui lui redonnèrent sens. Une étude récente (2016) montre que plus le cerveau d’un animal est gros, plus son bâillement moyen est long. Le bâillement pourrait ainsi avoir évolué avec le cerveau et l’intelligence.

## Description physiologique
Les bâillements surviennent environ 250 000 fois au cours d’une vie, soit une moyenne de 5 à 10 fois par jour, avec une fréquence plus forte au réveil et chez le nourrisson jusqu’à sa 3e semaine environ — preuve de son caractère archaïque (cf. la loi de von Baer).
Le cycle d’un bâillement complet se déroule en trois phases suivies d’une sensation de bien-être et de détente :
1. D’abord une longue inspiration ;
2. Puis une apnée d’environ une seconde, durant laquelle l’acuité auditive diminue (en raison de l’ouverture des trompes d’Eustache) ;
3. Finalement une expiration rapide, parfois accompagnée d’une stimulation des glandes lacrymales et associée ou non à des étirements.

## Fonctions
Le bâillement pourrait avoir une ou plusieurs fonctions et il pourrait y avoir différents types (et fonctions associées) de bâillements,. Plusieurs hypothèses sont discutées depuis des siècles.
Une fonction présumée et reprise régulièrement depuis le XVIIIe siècle après que le médecin hollandais Johannes de Gorter (de) l’eut popularisée en 1755 dans De perspiratione insensibili, est l’oxygénation cérébrale ; le bâillement étant selon lui censé répondre à l’hypoxie cérébrale.
Le bâillement pourrait être une stimulation réflexe de la vigilance, par augmentation de la clairance du liquide céphalo-rachidien (interprétations difficiles car les études électro-encéphalographiques sont perturbées par l'intense activité électrique que le bâillement provoque lors de ces enregistrements).
Il pourrait aussi jouer un rôle dans la thermorégulation de l’organisme et notamment pour le refroidissement du cerveau (un système de refroidissement diminue la contagiosité du bâillement).
Il joue un rôle important dans la communication non verbale, au moins chez certaines espèces, dont en particulier chez les primates. Chez ceux-ci, il est lié au taux de testostérone ; ainsi les mâles macaques dominants bâillent beaucoup avant et après l'accouplement, et une fois castrés, ils ne bâillent plus.

## Pathologie
Des bâillements trop fréquents ou anormalement rares peuvent être associés à certaines pathologies. Alors que le bâillement disparaît dans les syndromes extrapyramidaux (ex. : maladie de Parkinson), des salves de bâillements répétés sont pathologiques et peuvent révéler de multiples pathologies cérébrales neurologiques ou neuropsychologiques.
Des causes de bâillements iatrogènes existent et sont fréquentes (notamment à la suite de la prise d'antidépresseurs sérotoninergiques).
Le tronc cérébral associé au diencéphale (cerveau intermédiaire) est le siège de ce réflexe. Mais le curieux phénomène de la contagion du bâillement (échokinésie), propre à l'homme et aux primates les plus proches de l'homme (chimpanzé), implique aussi la mise en jeu des lobes frontaux (capacités d'imitation et d'empathie).
L'embryologie et l'ontogenèse évoquent un parallélisme entre succion et bâillement.
Le déroulement du bâillement fait intervenir de nombreux neurotransmetteurs ; la dopamine joue un rôle central, en activant la production d'ocytocine par le noyau paraventriculaire de l'hypothalamus. L'ocytocine active la sécrétion cholinergique de l'hippocampe et l'acétylcholine déclenche le bâillement par effet sur les récepteurs muscariniques des muscles du larynx, du visage et de la mâchoire impliqués dans son déroulement. Les multiples projections du noyau paraventriculaire sur le locus cœruleus et la réticulé du tronc cérébral sont les déterminants de l'effet du bâillement sur la vigilance. Ce schéma trop simplificateur omet d'autres molécules également impliquées telles que monoxyde d'azote, glutamate, GABA, sérotonine, ACTH, MSH, hormones sexuelles, hypocrétine et autres neuropeptides. Cette richesse neurophysiologique explique l'intérêt de l'observation du bâillement pour des tests pharmacologiques des nouveaux psychotropes, du fait de sa propriété instinctive.

## Acte communicatif
Le bâillement est un acte communicatif touchant 75 % de la population, 25 % étant peu ou pas sensible à cette contagion. Acte de mimétisme, le bâillement d’une personne implique bien souvent le bâillement des personnes se trouvant dans son entourage, un comportement mimétique qui se retrouve uniquement chez les primates. Le bâillement est autant contagieux visuellement qu'auditivement. Ainsi, le son produit par le bailleur est communicatif chez les aveugles. Ce comportement est similaire chez les primates Géladas,.
Le docteur Olivier Walusinksi, spécialiste français du bâillement, affirme que ce mimétisme n’est pas une action réflexe, mais une forme de communion corrélée à l’empathie. Ainsi, la contagion du bâillement est plus élevée en réponse à des parents, puis amis, puis des connaissances, et enfin des étrangers car elle dépend du lien empathique qui connecte deux personnes. Ce phénomène de corrélation entre contagion et familiarité entre les individus est aussi observé chez les primates Géladas,. À l'opposé, une personnalité schizoïde ne reproduira pas de bâillement.
Cette contagion est due à un groupe de neurones spécialisés appelés neurones miroirs,.

## Bâillement et taille du cerveau

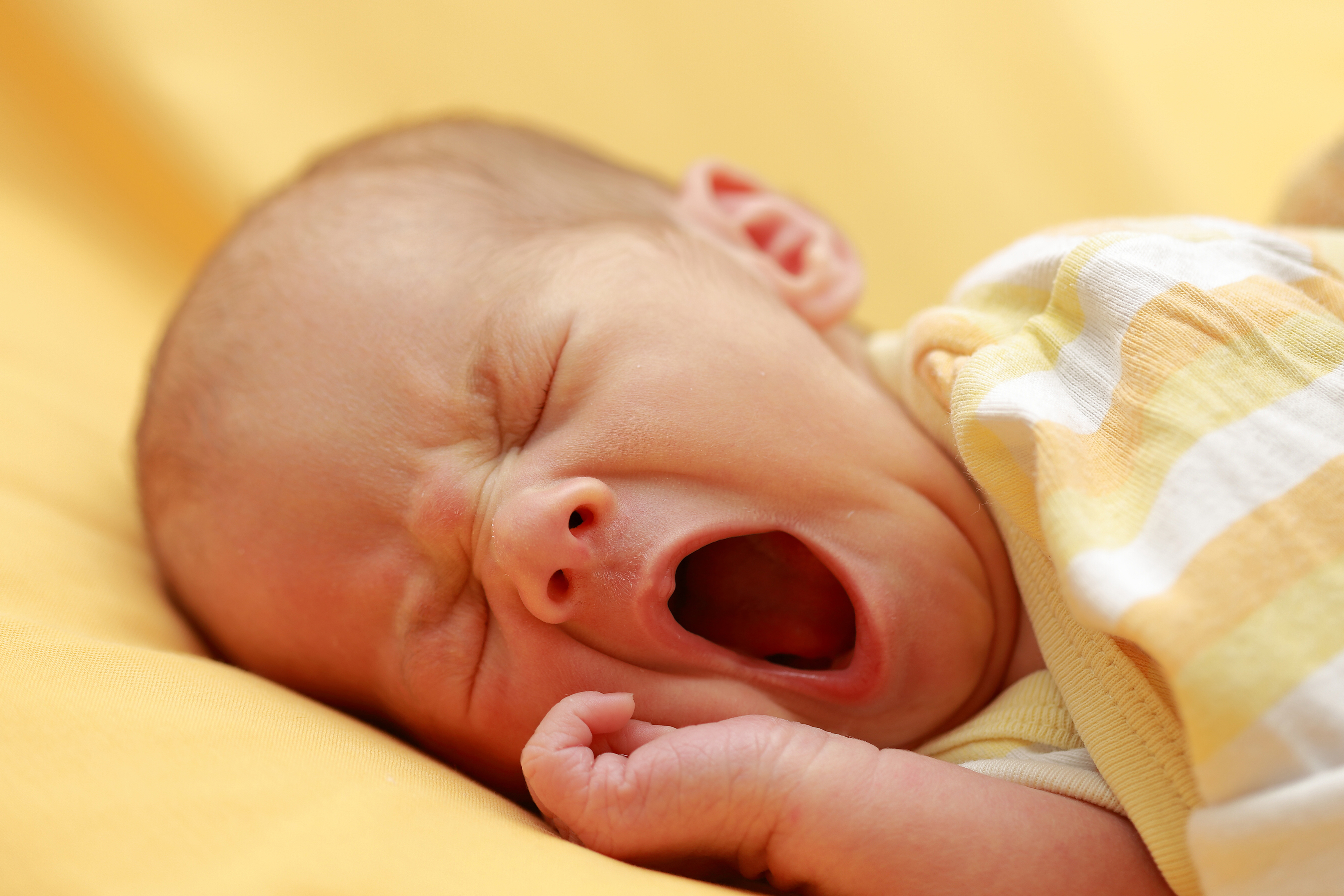
Bébé baillant.

Une étude publiée en 2016 par trois psychologues américains dans Biology Letters, basée sur l’analyse de vidéos de bâillements trouvées sur YouTube de 29 mammifères d’espèces différentes (souris, chatons, renards, hérissons, morses, éléphants et humains) montre que plus l’espèce a un petit cerveau (et donc dotée d’un cortex moins riche en neurones), plus la durée de bâillement est courte.
Un primate baille plus longtemps qu'un non-primate et c'est au sein de l'espèce humaine (dont le cerveau abrite environ 12 milliards de neurones corticaux) que le bâillement moyen est le plus long : un peu plus de 6 secondes. Chez l'éléphant d'Afrique comparable à l'homme pour le poids de son cerveau, et qui dispose d'un nombre similaire de neurones corticaux, le bâillement dure environ 6 secondes. À l'opposé la souris a un bâillement moyen d'environ 1,5 seconde.
Ces résultats sont compatibles avec l’hypothèse ancienne voulant que bâiller ait un effet physiologique lié au cerveau (effet d’amélioration du flux sanguin et de refroidissement du cerveau). Cette hypothèse stipule que les cerveaux les plus grands ont des besoins thermolytiques plus importants et, comme la production de chaleur est liée à l’activité neuronale (et au nombre de neurones), un animal avec un plus grand cerveau devrait bailler plus longtemps pour produire un effet de refroidissement comparable.
Une autre étude, parue en 2021 dans Nature, analyse des vidéos de bâillements de mammifères (507 individus de 60 espèces) et d’oiseaux (280 individus et 48 espèces). Les résultats montrent une relation claire entre la masse cérébrale, le nombre de neurones et la durée du bâillement, autant chez les mammifères que chez les oiseaux. Cela suggère également que ce réflexe est très conservé dans les taxons et remonte au moins à l’ancêtre commun des oiseaux et mammifères.
La durée moyenne de bâillements chez les mammifères est de 3,4 secondes et celle chez les oiseaux est de 1,46 secondes. Les oiseaux baillent moins longtemps que les mammifères, même à masse corporelle et cérébrale comparable. Cela peut s’expliquer par 3 particularités des oiseaux. La température du sang des oiseaux est plus élevée de 2°C que la température du sang des mammifères, impliquant un échange entre le sang et l’atmosphère facilité et la non-nécessité pour un oiseau de bâiller aussi longtemps qu’un mammifère pour avoir le même effet de refroidissement. L’adaptation morphologique des oiseaux, le rete mirabile ophthalmicum, augmente l’efficacité du transfert d’énergie entre le cerveau et la circulation pour permettre un refroidissement sélectif du cerveau. La taille du bec pourrait être un autre facteur déterminant la longueur du bâillement car il s’agit d’un site de perte de chaleur spécifique chez les oiseaux.

## Dans l'art
La chorégraphe et danseuse Sandra Abouav créa en mars 2017 un spectacle entièrement consacré au bâillement et à ses métamorphoses : « À bouche que veux-tu » (pièce pour 5 danseurs, sur une musique originale de Vincent Cespedes).

## Galerie

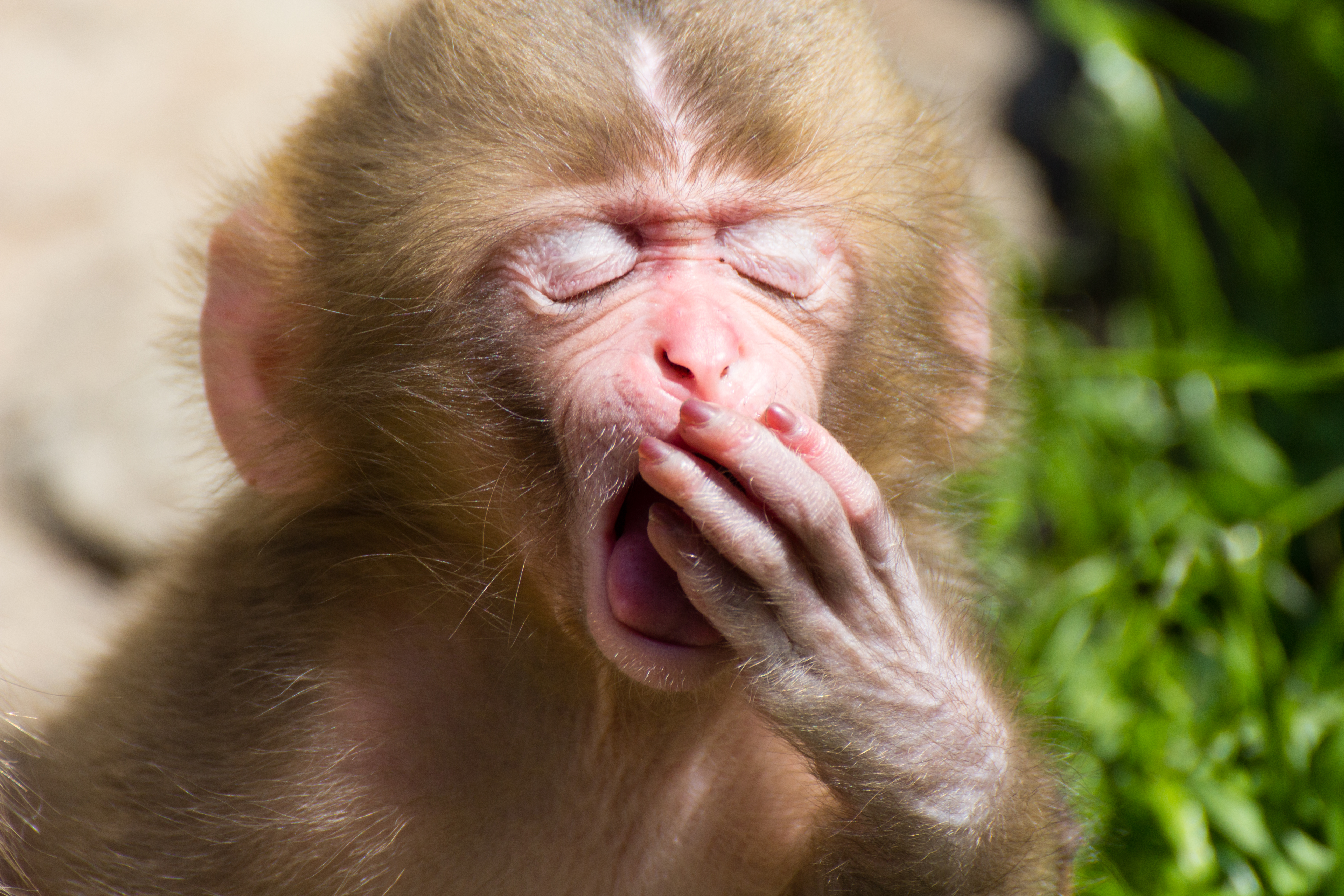
Jeune macaque (macaca fuscata) bâillant.
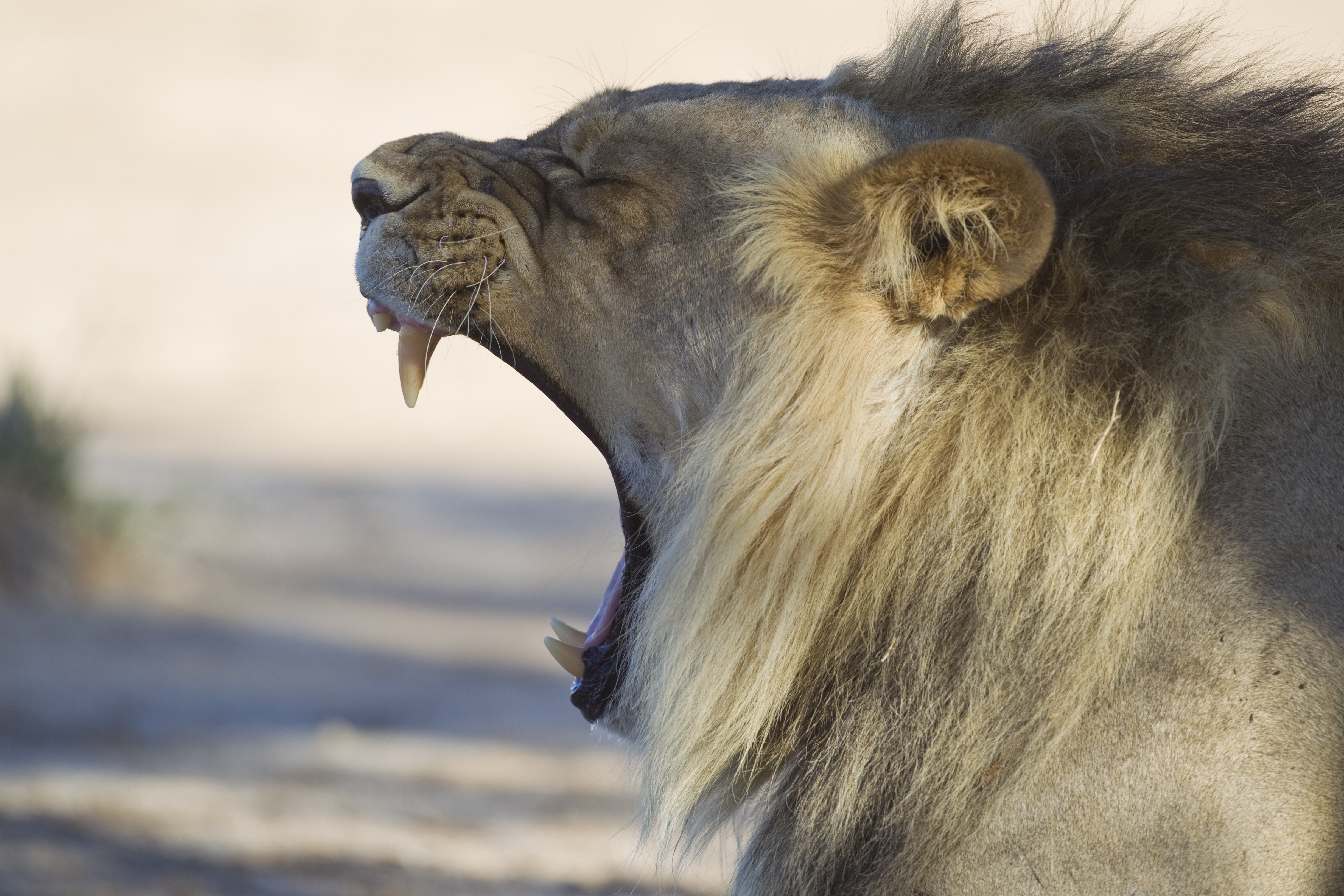
Lion (panthera leo) en train de bâiller.
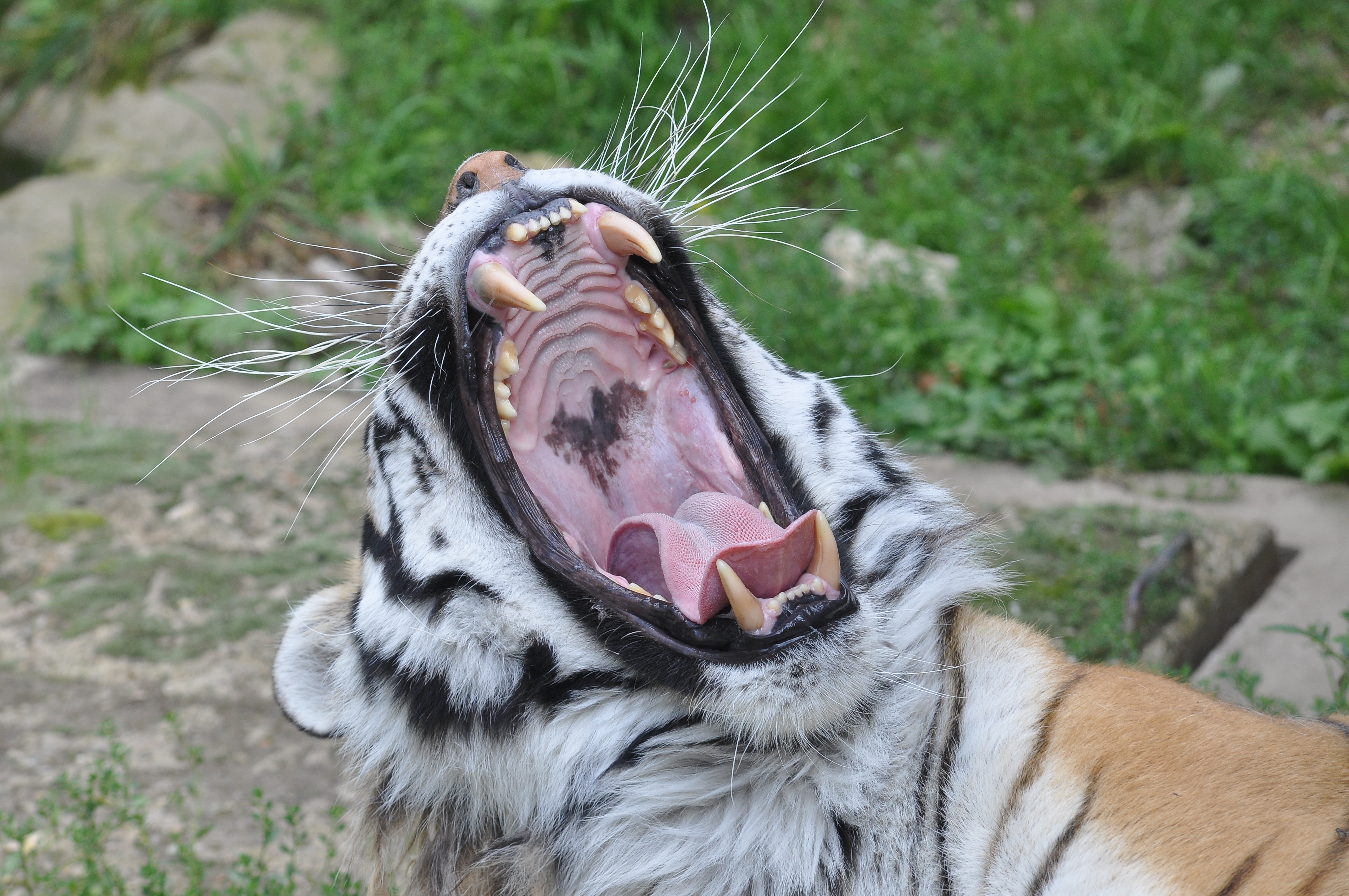
Tigre de Sibérie bâillant.
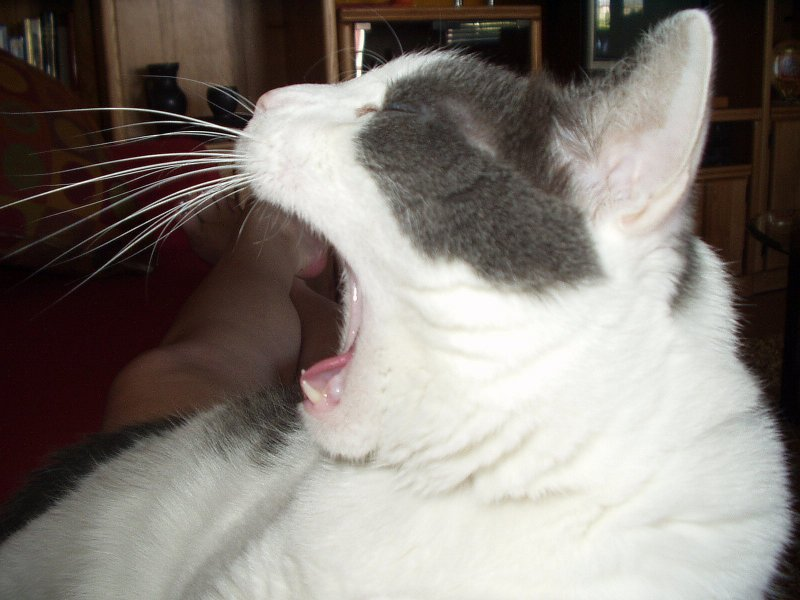
Chat bâillant.
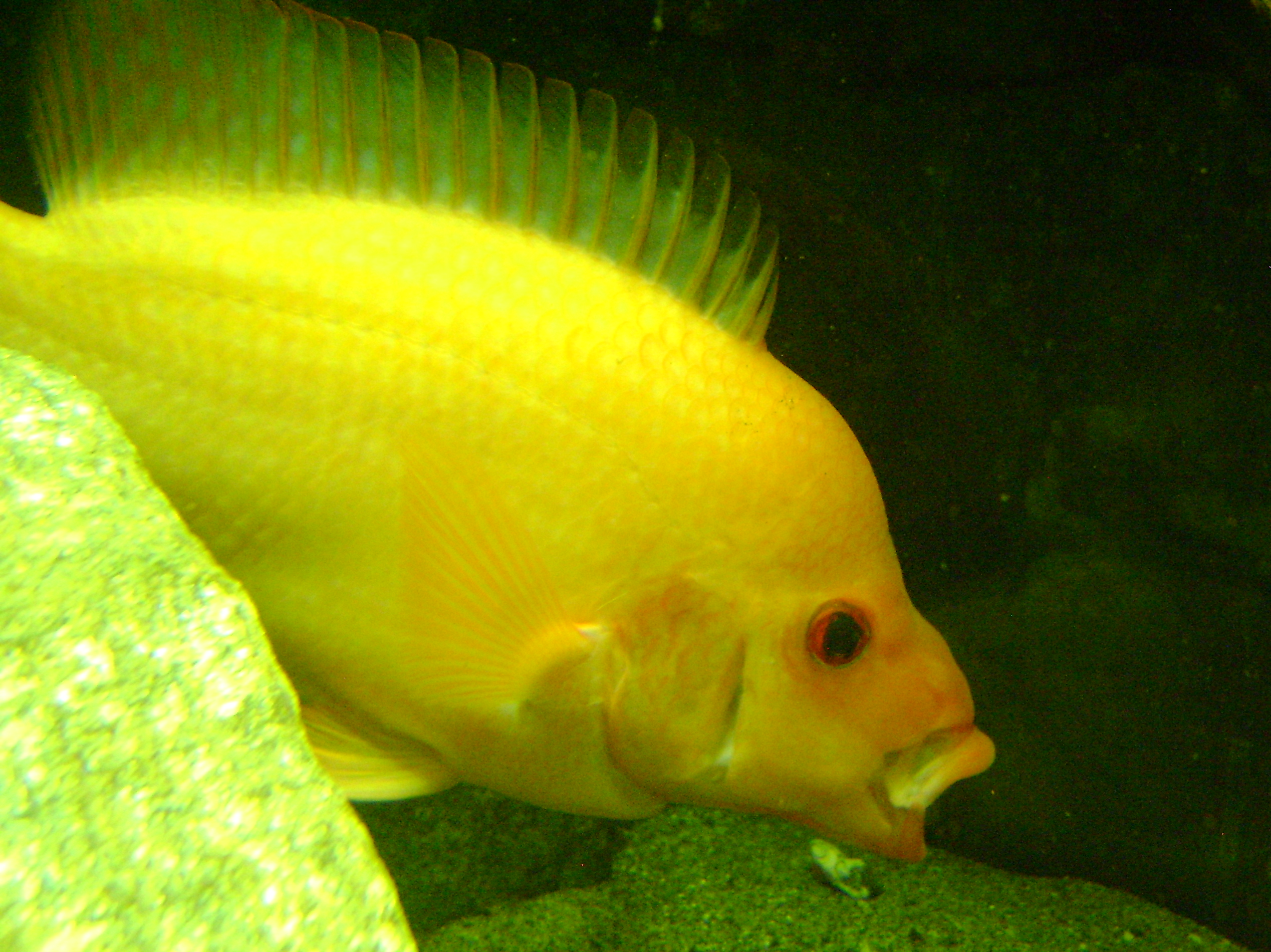
Amphilophus bâillant : ouïes ouvertes, nageoires en pandiculation.
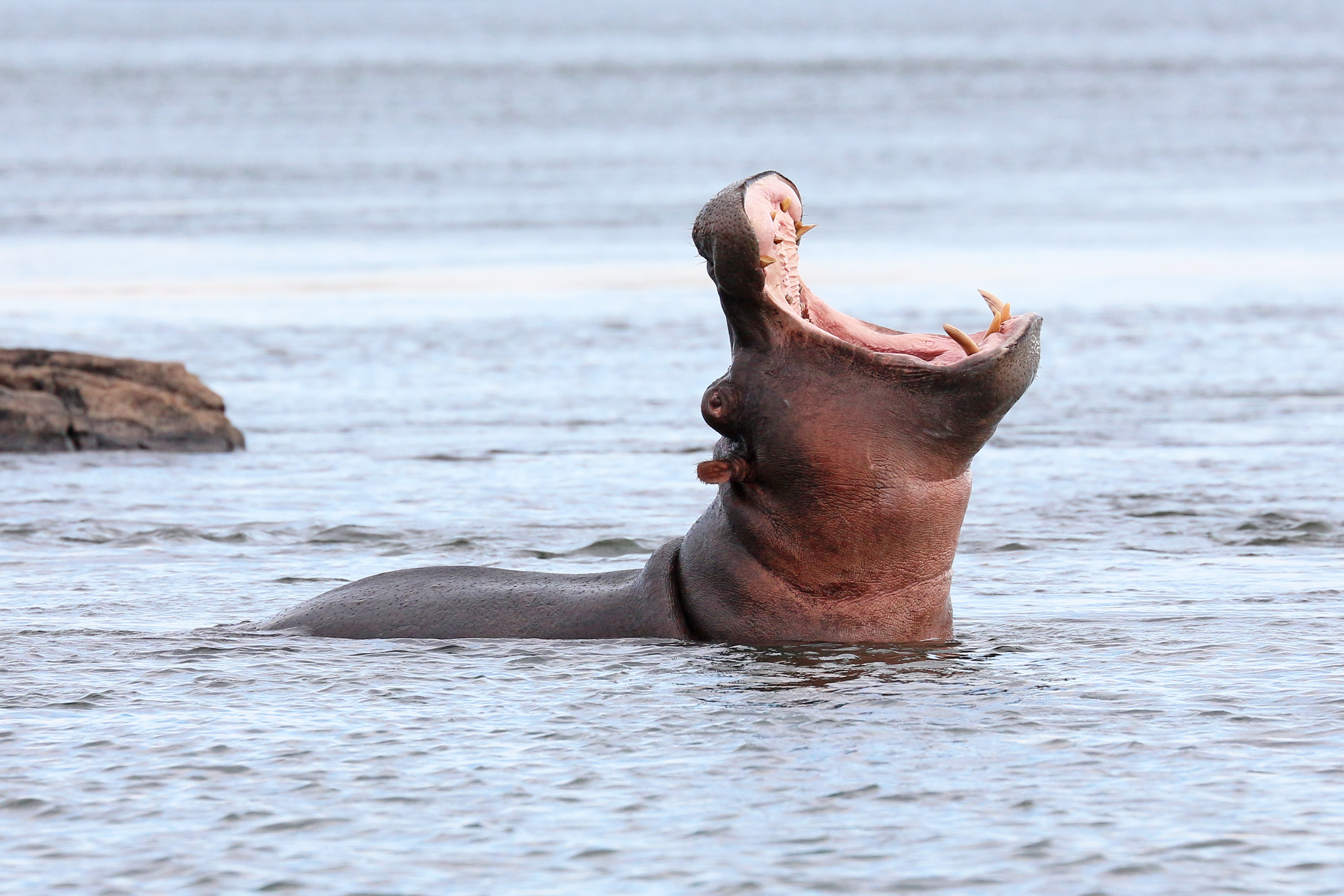
Hippopotame commun (Hippopotamus amphibius) en train de bâiller.